# Koaxiális antenna
A koaxiális antenna a botantennák nagycsaládjába tartozó antennatipus. Az egyik legegyszerűbben kivitelezhető antenna. Maga az antenna koaxiális kábelből elkészíthető, vagy a készülékbe vezető kábel végén kialakítható. Legnagyobb előnye, hogy talpponti ellenállása tökéletesen illeszkedik a kábel hullámellenállásához, így semmilyen illesztési veszteséggel nem kell számolni. Olcsó és egyszerű antennatipus, ennek ellenére hatékony. Ez az antenna mint függőleges polarizációjú körsugárzó kifejezetten jól alkalmazható mozgó állomásokon, kézirádiókon.
A koaxiális antenna többelemes változata a koax-kollineár antenna.

## Megvalósítása, méretezése
Koaxiális antennát a következő módon készíthetjük el:
1. A koaxiális kábelt a végétől mérve 0.25λ távolságtól megpucoljuk, de csak a külső műanyag szigetelést távolítjuk el, a vezető köpenyt meghagyva, és ügyelve rá, hogy ne sérüljön.
2. A külső vezető köpenyt szétbontjuk, hogy visszahajtható legyen. A kábelköpeny általában fonott kivitelű, így sokszor elég nehéz szétfejteni.
3. A szétfejtett kábelköpenyt visszahajtjuk, hogy jól feküdjön a kábelre, szükség esetén rögzíthetjük szigetelőszalaggal.
4. A sugárzóelemről eltávolítjuk a műanyagot.

Ha kézirádióra tervezzük, akkor ügyelni kell rá, hogy a csatlakozó fémrésze ne érjen hozzá a visszahajtott köpenyhez, ilyenkor érdemes nénány centimétert meghagyni a visszahajtás vége után.
A 0.25λ méretet még meg kell rövidíteni a rövidítési tényező függvényében. A sugárzó elemnél ez kb. 2-3%, a visszahajtott köpenynél pedig 3-4%.
Megépíthető oly módon is, hogy ellensúlyként nem visszahajtott kábelköpenyt alkalmazunk, hanem a kábelt egy rézcsőbe belehúzzuk, és a kábelköpenyt ahhoz forrasztjuk hozzá. Ilyenkor ügyelni kell arra, hogy a kábelköpeny rézharisnyás legyen, mert más anyagú kábelköpenyek nem forraszthatóak, lepereg róluk az ón.

## Gyakorlati felhasználása
Kézirádiókhoz botantennaként. Itt problémát jelenthet a megfelelő kábel kiválasztása. Hozzáépíthető legyen a csatlakozóhoz, megfelelően vékony legyen, ne legyen túl nehéz, de mechanikailag szilárd legyen. Deciméteres hullámokon nem jelent problémát, méteres hullámokon nehéz megfelelő kábelt találni.
Egyszerűségénél fogva kezdő rádióamatőrök első antennája is lehet.
Kereskedelemben kapható rádiófrekvenciás eszközökben is előfordul ez az antennatípus. Olcsóbb Wifi-routerek, Wifi-extenderek, Wifi stickek antennájaként ezt a tipust alkalmazzák. 